# قطعنامه ۱۳۰۶ شورای امنیت
قطعنامه ۱۳۰۶ شورای امنیت سازمان ملل متحد که در تاریخ ۰۵ جولای ۲۰۰۰ تصویب شد، سندی بین‌المللی دربارهٔ بررسی وضعیت سیرالئون است. این قطعنامه در نشست ۴۱۶۸ام با ۱۴ رای موافق، ۰ مخالف و ۱ ممتنع تصویب شد.